# 툼스톤 (2014년 영화)
《툼스톤》(영어: A Walk Among the Tombstones)은 2014년 공개된 미합중국의 영화로, 툼스톤은 로런스 블록의 소설 《무덤으로 향하다》을 원작으로 한다.

## 출연
- 리엄 니슨 - 매슈 스커더 역
- 댄 스티븐스 - 케니 크리스토 역
- 보이드 홀브룩
- 루스 윌슨
- 세바스티안 로셰 - 유리 란다우 역
- 휘트니 에이블
- 스테파니 안두자
- 올라퓌르 다리 올라프손 - 루간 역
- 데이비드 하버 - 레이 역
- 에릭 넬슨 - 호이 역
- 브라이언 브래들리 - TJ 역